# Áo choàng liền mảnh của Chúa Giêsu

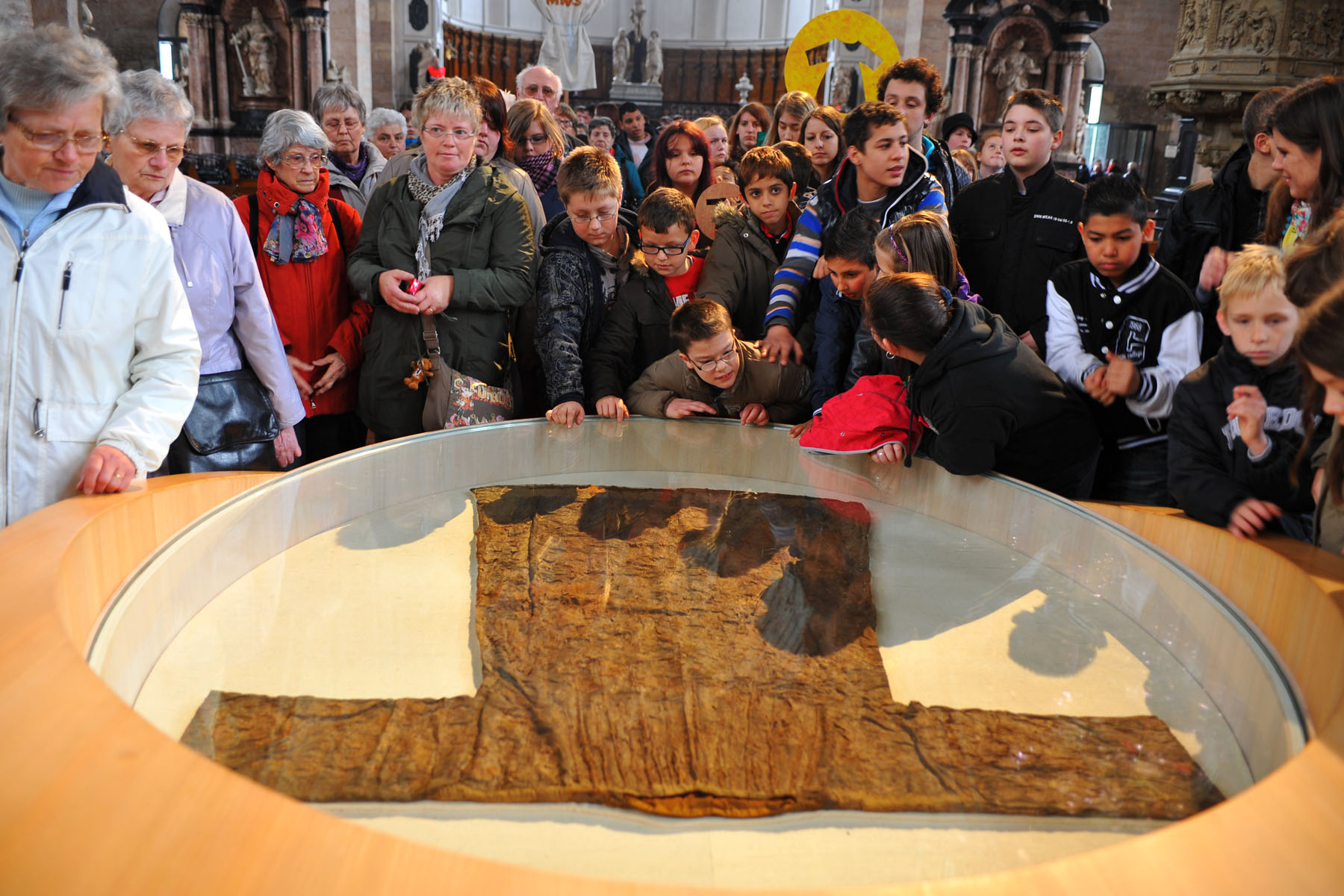
Những người hành hương thỉnh cầu Áo Thánh (Trier, tháng 4 năm 2012).

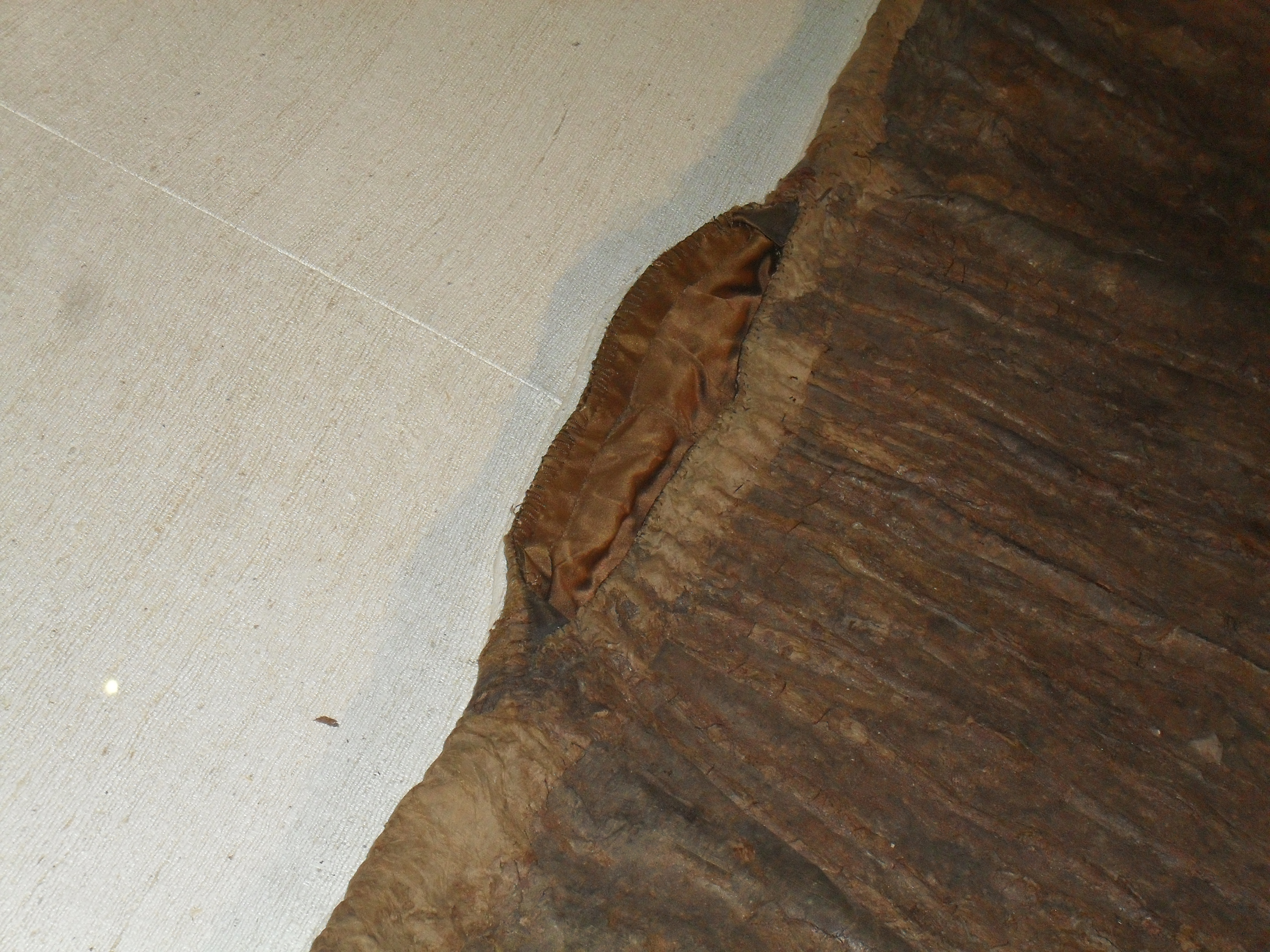
Hình ảnh phần cổ của Áo Thánh.

Áo choàng liền mảnh của Chúa Giêsu (còn được biết đến là Áo choàng Thánh, Áo khoác Thánh, Áo choàng đáng tôn kính, và Áo mặc trong của Chúa) được cho là áo choàng Chúa Giêsu mặc trong hoặc ngay trước khi ông bị đóng đinh. Một truyền thống cho rằng chiếc áo được bảo tồn cho đến tận ngày nay và cho rằng nó đang được lưu giữ tại Nhà thờ chính tòa Trier, số khác cho rằng nó cất giữ tại Vương cung thánh đường Saint-Denys ở Argenteuil, và số khác nữa cho rằng nó có thể đang ở một số nhà thờ Chính thống giáo Đông phương, đáng chú ý nhất là Nhà thờ chính tòa Svetitskhoveli ở Mtskheta, Gruzia.

## Trong Kinh Thánh
Theo Phúc Âm Gioan, những người lính đã không chia áo dài của Chúa Giêsu ra sau khi đóng đinh ông nhưng lại bốc thăm để xem ai được cả chiếc áo, bởi vì nó không có đường may mà lại liền mảnh. Trong Tân Ước tiếng Hy Lạp, có sự phân biệt giữa himatia (nghĩa đen là "áo ngoài") và áo choàng liền mảnh, tức chiton (nghĩa đen là "áo dài" hoặc "áo khoác").
Khi đóng đinh Đức Chúa Giêsu xong, bọn lính lấy y phục của Ngài chia làm bốn mảnh, mỗi người lấy một mảnh. Chúng cũng lấy chiếc áo dài của Ngài; áo này không có đường may, nhưng được dệt liền từ trên xuống dưới. Vậy chúng nói với nhau, "Không nên xé áo nầy ra, nhưng chúng ta hãy bắt thăm, ai trúng nấy được." Thế là ứng nghiệm lời Kinh Thánh, "Chúng chia nhau y phục của con; Còn áo dài của con, chúng bắt thăm lấy." Đó là việc bọn lính đã làm.— Gioan 19:23–24; trích dẫn Bản Bảy Mươi của Thánh Vịnh 21 [22]:18–19

## Truyền thống Trier

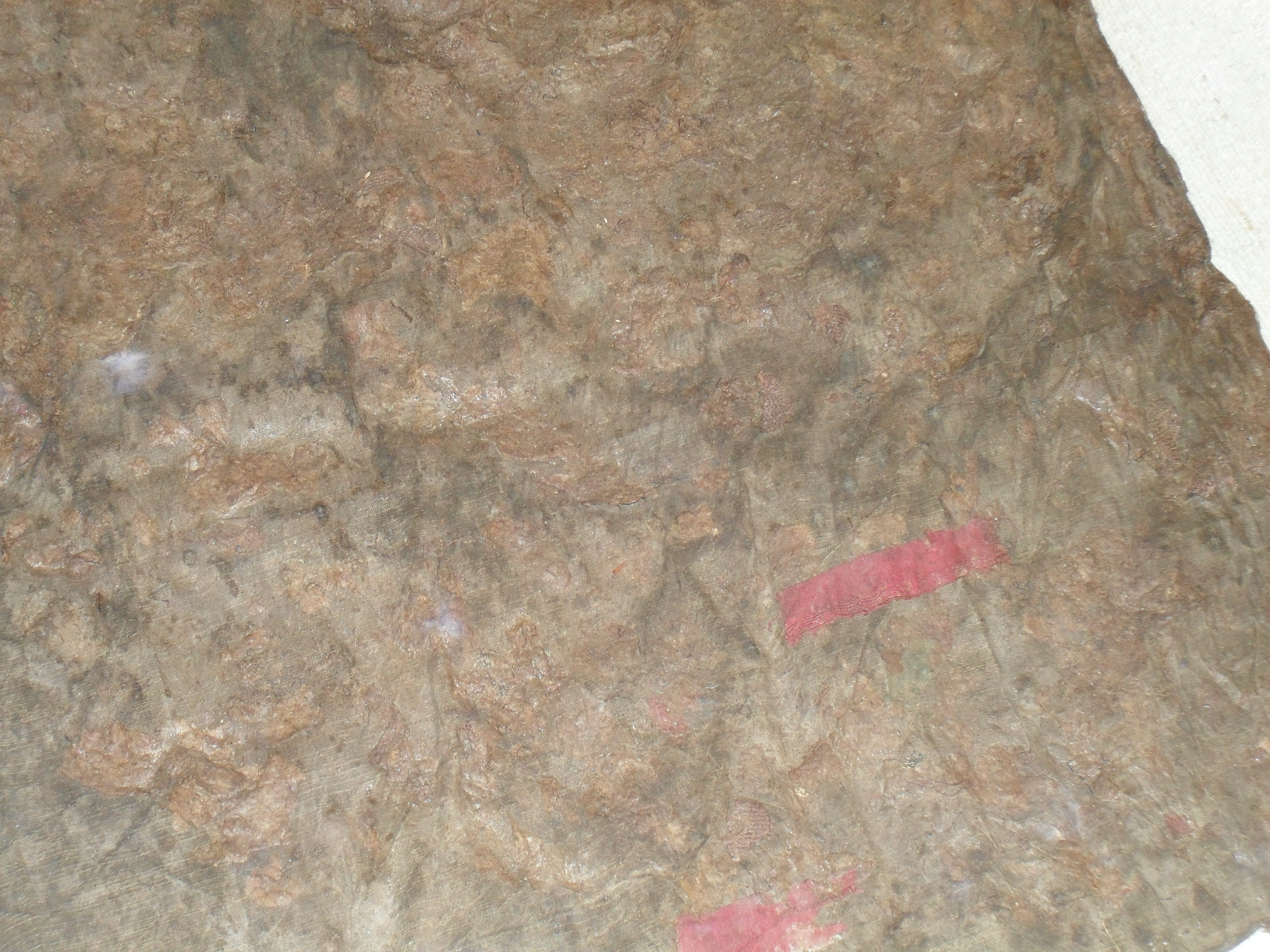
Các phần vải taffeta và lụa ở tay trái của chiếc áo choàng (Trier, 14 tháng 4 năm 2012)

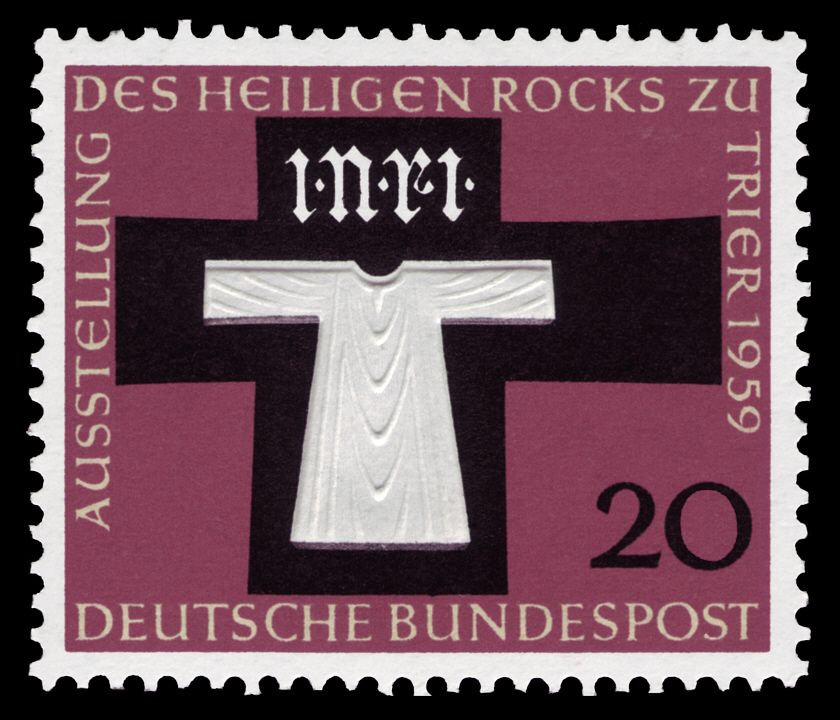
Áo choàng Thánh, tem CHLB Đức năm 1959

Theo truyền thuyết, Thánh Helena, mẹ của Constaninus, đã tìm thấy chiếc áo choàng liền mảnh ở Đất Thánh vào năm 327 hoặc 328 cùng với một số thánh tích khác, bao gồm Thập giá Đích thực. Theo các phiên bản khác của câu chuyện, bà đã để nó lại hoặc gửi nó đến thành phố Trier, nơi Constaninus đã sống trong vài năm trước khi trở thành hoàng đế.
Lịch sử của chiếc áo choàng chỉ được biết rõ ràng từ thế kỷ 12. Ngày 1 tháng 5 năm 1196, Tổng giám mục Johann I thành Trier đã thánh hiến một bàn thờ chứa chiếc áo. Bây giờ không thể xác định được chiếc áo đã qua những nơi nào để đến được đây, vì vậy nhiều người cho đó là đồ giả mạo từ thời Trung Cổ. Vào thế kỷ 19, chiếc áo đã được thêm những phần vải taffeta và lụa và nhúng vào một dung dịch cao su trong nỗ lực bảo quản nó vì các phần vải gốc còn sót lại không phù hợp với định tuổi bằng cacbon-14. Người mang Dấu Thánh Therese Neumann thành Konnersreuth đã tuyên bố rằng áo choàng Trier là chính xác chiếc áo liền mảnh của Chúa Giêsu.
Áo Thánh thường được giữ lại trong một cái hòm và các tín hữu không thể trực tiếp nhìn thấy áo. Vào năm 1512, trong mùa Chay của Hoàng gia, Hoàng đế Maximilian I đã yêu cầu được nhìn thấy áo Thánh được giữ trong Nhà thờ. Tổng Giám mục Richard von Greiffenklau đã sắp xếp việc mở bàn thờ, nơi đã cất giữ chiếc áo dài kể từ khi xây dựng Mái vòm, và trưng bày áo. Người dân Trier đã nghe về điều đó và yêu cầu cũng được nhìn thấy áo Thánh. Sau đó, các cuộc triển lãm công cộng và những cuộc hành hương để đến xem áo đã diễn ra không định kỳ vào các năm: 1513, 1514, 1515, 1516, 1517, 1524, 1531, 1538, 1545, 1655, 1810, 1844, 1891, 1933, 1959, 1981, 1996, và 2012. Triển lãm áo vào năm 1996 đã được xem bởi hơn một triệu người hành hương và du khách. Những chuyến hành hương này đã gây ra những cuộc tranh luận và phê phán công cộng, như Martin Luther, người khởi xướng Cải cách Tin Lành đã viết trong bài "Cảnh báo cho người Đức thân yêu" („Warnung an die lieben Deutschen") vào năm 1546, khi nhìn lại cuộc hành hương năm 1545: "Người ta đã đi hành hương như thế nào! [...] Sự tệ hại ở Trier đã làm gì với áo choàng Chúa? Điều gì đã khiến ma quỷ tổ chức một hội chợ lớn trên toàn thế giới và bán rất nhiều dấu hiệu phép lạ giả? [...] Và đó là điều rất khó chịu khi họ đã dụ dỗ mọi người xa rời niềm tin vào Chúa mà đến để tin tưởng và xây dựng những lời dối trá đó". Nhà cải cách Tin lành Jean Calvin gọi việc tôn xưng các di tích là "sự thờ hình tượng".
Tình trạng của di tích rất khó xác định ngày nay. Vải gốc đã được bao quanh với nhiều lớp vải khác, vì người ta buộc phải sửa chữa và thực hiện các biện pháp bảo vệ trong các dịp triển lãm. Các loại vải có độ tuổi khác nhau và bị hư hỏng một phần, bị phân mảnh hoặc dán lại với nhau. Lõi là dạng sợi loang lổ, hình dạng và thành phần không rõ ràng.

## Truyền thống Argenteuil
Theo truyền thống Argenteuil, Irene thành Athena đã tặng chiếc áo choàng liền mảnh cho Charlemagne vào khoảng năm 800. Ông đưa nó lại cho con gái là Theocrate, viện mẫu của Argenteuil, nơi nó được bảo quản ở nhà thờ của Dòng Biển Đức. Năm 1793, linh mục giáo xứ cắt chiếc áo thành nhiều mảnh và giấu chúng ở những nơi khác nhau vì sợ rằng thánh tích có thể mất đi tính thiêng liêng trong cuộc Cách mạng Pháp. Năm 1895, chỉ còn sót lại bốn mảnh được chuyển tới nhà thờ Argenteuil ngày nay.
Tài liệu đầu tiên nói đến chiếc áo choàng ở Argenteuil xuất hiện vào năm 1156 và được viết bởi Tổng giám mục Hugh thành Rouen. Tuy nhiên, ông lại miêu tả nó là y phục của con Chúa Giêsu. Nhiều người tranh cãi rằng chiếc áo ở Argenteuil không phải là áo choàng liền mảnh Chúa Giêsu mặc trước khi bị đóng đinh nhưng mà là y phục do Thánh Maria dệt và được ông mặc suốt cuộc đời. Những người khác thì nói đó chính là áo choàng liền mảnh còn chiếc áo ở Trier là áo choàng không tay của Chúa Giêsu.